# Signatura (informática)
La signatura o firma de un método o una función define su entrada y su salida. Incluye por lo menos el nombre de la función o método y el número de sus parámetros. En algunos lenguajes de programación, puede incluir el tipo que devuelve la función o el tipo de sus parámetros.
En el caso de un tipo de dato abstracto (TDA), se define signatura como los tipos que utiliza junto con los nombres y perfiles de las operaciones.
Por ejemplo, para especificar el TDA de los booleanos se utiliza la siguiente signatura:
1. tipos bool
2. operaciones
3. verdadero : bool
4. falso : bool
5. And : bool x bool -> bool
6. Or : bool x bool -> bool
7. Not : bool -> bool

- Datos: Q1319434

1. include <iostream>

2	using namespace std;
3	void imprimirCombinacion(int salida[], int longitud) {
4	    for (int i=0; i<longitud; i++) {
5	cout << salida[i] << " ";
6	    }
7	    cout << endl;
8	    return;
9	}
10	
11	void imprimirCombinaciones(int i, int n, int salida[], int longitud) {
12	    if (n==0) {
13	        imprimirCombinacion(salida, longitud);
14	        return;
15	    }
16	    for(int j=i; j<=n; j++) {
17	        salida[longitud] = j;
18	        imprimirCombinaciones(j, n-j, salida, longitud +1);
19	    }
20	}
21	
22	int main() {
23	    int n = 5;
24	
25	    int salida[100];
26	    imprimirCombinaciones(1, n, salida, 0);
27	
28	    // recursión de todas las combinaciones de  números desde el 1 al n  que suman `n`
29	
30	
31	    return 0;
32